# GP3
GP3・シリーズ（ジーピースリー・シリーズ、英語: GP3 Series）又はGP3は、2010年から2018年まで開催されていた、フォーミュラカーによるワンメイクレースのモータースポーツシリーズである。

## 概要
GP2の運営者であるブルーノ・ミッシェルがGP2直下のカテゴリとして発足させたカテゴリであり、フォーミュラ1(F1)のサポートレースとGP2との同時開催という形で開催される。
また、GP3の構想が提唱された時にインターナショナル・フォーミュラ・マスターが名称を変更しGP3として発足すると言われていたが、それとは別のシリーズとして発足した。
2018年3月、同年末を持ってFIA F3選手権に統合されることが発表された。

## マシン
マシンはワンメイクで、すべてのチームが同じマシンを使用する。

### ダラーラ・GP3/10
2010年のシリーズ開始から2012年まで使用されたマシン。
モノコックダラーラ製カーボン/アルミハニカムモノコック。
サスペンションスチール製プッシュロッド式ダブルウイッシュボーン。
エンジンルノー・スポール製2.0リッター直列4気筒ターボエンジン。ターボチャージャーはボルグワーナー製。最高出力は280ps/6500rpm。
トランスミッションヒューランド製6速+Rセミオートマチックトランスミッション（セミAT）。
タイヤピレリ製。

### ダラーラ・GP3/13
2013年シーズンから2015年まで使用されたマシン。エンジン出力は400psに引き上げられ、先代マシンと比べて2～3秒程度のタイムアップを果たした。
モノコックダラーラ製カーボン/アルミハニカムモノコック。
サスペンションスチール製プッシュロッド式ダブルウイッシュボーン。
エンジンAER製P57・3.4リッターV型6気筒自然吸気エンジン。
トランスミッションヒューランド製6速+RセミAT。
タイヤピレリ製。

### ダラーラ・GP3/16
2016年シーズンから使用されているマシン。2019年まで使用される予定。2017年シーズンからはDRSの導入が予定されている。
モノコックダラーラ製カーボン/アルミハニカムモノコック。
サスペンションスチール製プッシュロッド式ダブルウイッシュボーン。
エンジンメカクローム製3.4リッターV型6気筒自然吸気エンジン。全チームのエンジンがテオス・エンジニアリングによってメンテナンスされる。
トランスミッションヒューランド製6速+RセミAT。
タイヤピレリ製。

## シリーズチャンピオン
| 年     | ドライバーチャンピオン （所属チーム）      | チームチャンピオン |
| ------ | ------------------------------------------ | ------------------ |
| 2010年 | エステバン・グティエレス （ARTグランプリ） | ARTグランプリ      |
| 2011年 | バルテリ・ボッタス （ロータスART）         | ロータスART        |
| 2012年 | ミッチ・エヴァンス （MWアーデン）          | ロータスGP         |
| 2013年 | ダニール・クビアト （MWアーデン）          | ARTグランプリ      |
| 2014年 | アレックス・リン （カーリン）              | カーリン           |
| 2015年 | エステバン・オコン （ARTグランプリ）       | ARTグランプリ      |
| 2016年 | シャルル・ルクレール （ARTグランプリ）     | ARTグランプリ      |
| 2017年 | ジョージ・ラッセル （ARTグランプリ）       | ARTグランプリ      |
| 2018年 | アントワーヌ・ユベール （ARTグランプリ）   | ARTグランプリ      |

## 主なシリーズ参戦ドライバー
| ドライバー                 | 参戦年    | 主な成績             | F1参戦歴                                                             |
| -------------------------- | --------- | -------------------- | -------------------------------------------------------------------- |
| ジャン＝エリック・ベルニュ | 2010      | 2010年17位           | 2012-2014（トロ・ロッソ）                                            |
| エステバン・グティエレス   | 2010      | 2010年チャンピオン   | 2013-2014, 2016（ザウバー、ハース）                                  |
| バルテリ・ボッタス         | 2011      | 2011年チャンピオン   | 2013-（ウィリアムズ、メルセデス）                                    |
| ダニール・クビアト         | 2013      | 2013年チャンピオン   | 2014-2017, 2019-2020（トロ・ロッソ、レッドブル、アルファタウリ）     |
| カルロス・サインツJr.      | 2013      | 2013年10位           | 2015-（トロ・ロッソ、ルノー、マクラーレン、フェラーリ）              |
| ロベルト・メリ             | 2010      | 2010年6位            | 2015（マルシャ）                                                     |
| アレクサンダー・ロッシ     | 2010      | 2010年4位            | 2015（マルシャ）                                                     |
| リオ・ハリアント           | 2010-2011 | 2010年5位、2011年7位 | 2016（マノー）                                                       |
| エステバン・オコン         | 2015      | 2015年チャンピオン   | 2016-2018, 2020-（マノー、フォース・インディア、ルノー、アルピーヌ） |
| シャルル・ルクレール       | 2016      | 2016年チャンピオン   | 2018-（ザウバー、フェラーリ）                                        |
| アレクサンダー・アルボン   | 2016      | 2016年2位            | 2019-2020, 2022-（トロ・ロッソ、レッドブル、ウィリアムズ）           |
| ジョージ・ラッセル         | 2017      | 2017年チャンピオン   | 2019-（ウィリアムズ、メルセデス）                                    |
| ジャック・エイトケン       | 2016-2017 | 2016年5位、2017年2位 | 2020（ウィリアムズ）                                                 |
| ニキータ・マゼピン         | 2018      | 2018年2位            | 2021（ハース）                                                       |
| ニック・デ・フリース       | 2016      | 2016年6位            | 2022-2023（ウィリアムズ、アルファタウリ）                            |